# Keisuke Funatani
Keisuke Funatani (jap. 船谷 圭祐, Funatani Keisuke; * 7. Januar 1986 in Matsusaka, Präfektur Mie) ist ein ehemaliger japanischer Fußballspieler.

## Karriere

### Verein
Funatani erlernte das Fußballspielen in der Jugendmannschaft von Júbilo Iwata. Seinen ersten Vertrag unterschrieb er 2004 bei seinem Jugendverein Júbilo Iwata. Der Verein spielte in der höchsten Liga des Landes, der J1 League. 2008 wurde er an den Zweitligisten Sagan Tosu ausgeliehen. 2009 kehrte er nach Iwata zurück. 2010 gewann er mit dem Verein den J.League Cup. Für den Verein absolvierte er 92 Erstligaspiele. 2012 wechselte er zum Ligakonkurrenten Sagan Tosu. 2013 wechselte er nach Mito zum Zweitligisten Mito HollyHock. Für den Verein absolvierte er 142 Spiele. 2019 wechselte er nach Okazaki, wo er einen Vertrag beim Viertligisten FC Maruyasu Okazaki unterschrieb. Für Okazaki absolvierte er 68 Viertligaspiele.
Am 1. Februar 2022 beendete er seine Karriere als Fußballspieler.

### Nationalmannschaft
Mit der japanischen Nationalmannschaft qualifizierte er sich für die Junioren-Fußballweltmeisterschaft 2005.

## Erfolge
Júbilo Iwata
- J.League Cup: 2010
- Kaiserpokal: 2004 (Finalist)